# ARO

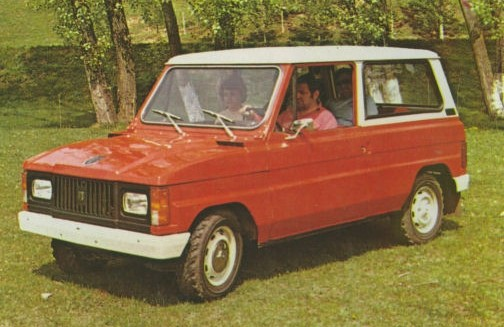
ARO 10

ARO (Auto România) a fost un producător de vehicule de teren din Câmpulung-Muscel, România. Și-a început producția în 1957 și a produs peste 380.000 de vehicule, dintre care două treimi au fost exportate în peste 110 țări (înainte de 1989, 90% din producție a fost exportată).
Automobilul de teren a ieșit din fabricație în anul 2003 în România. În Cehia, Aro s-a fabricat până în 2013.

## Istoria fabricii

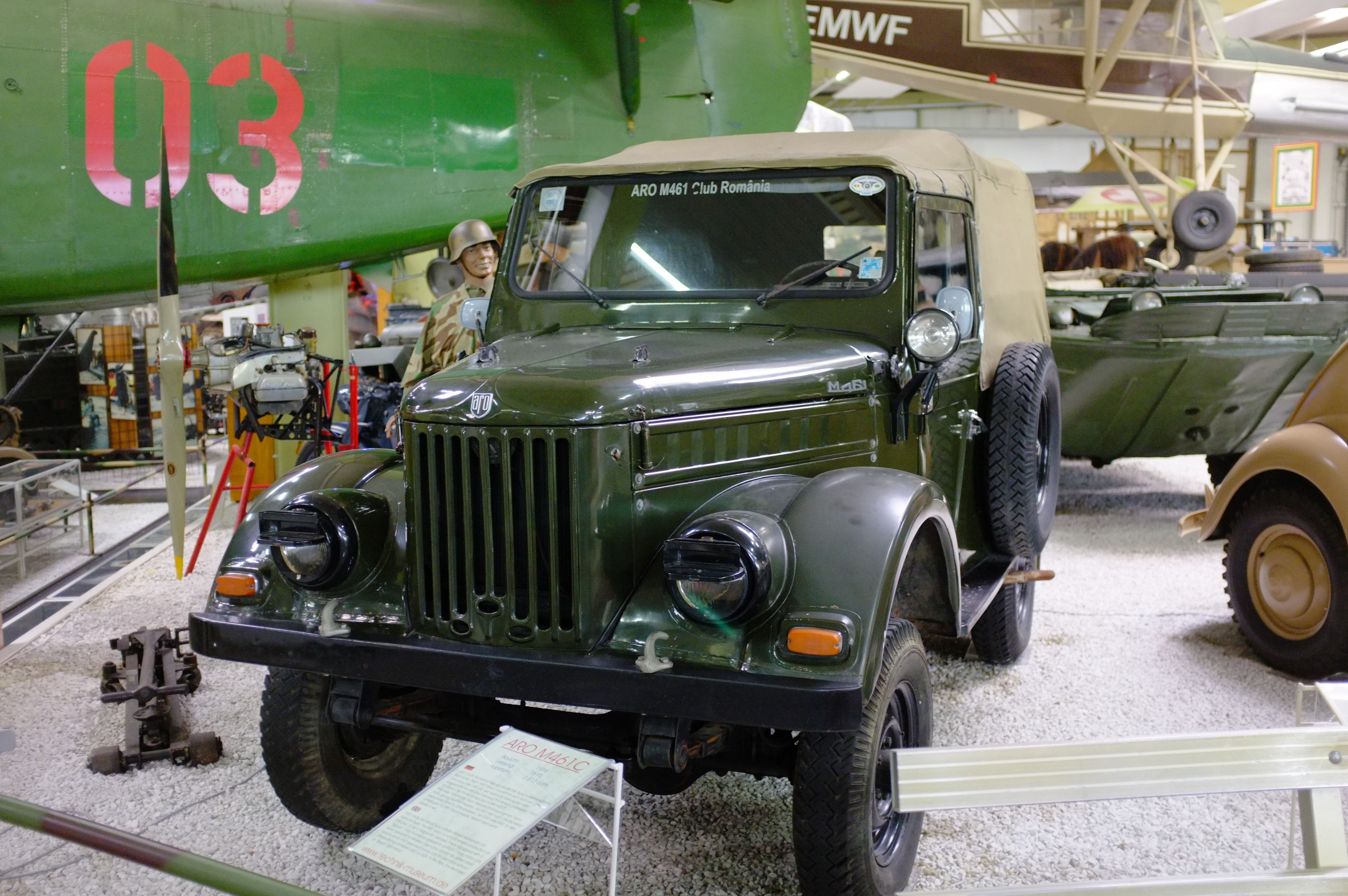
ARO M461

Istoria uzinei Aro începe în anul 1885 când, datorită amplasamentului propice, se construia o fabrică de hârtie și celuloză a companiei "Letea Bacău". Fabrica și-a încetat activitatea în 1899, iar în 1933 a fost dezafectată. Între anii 1941-1944, locul a fost folosit ca depozit pentru materiale de către armată, iar din 1944 timp de aproape un an aici a funcționat o secție de pale de elice pentru avion aparținând Fabricii "I.A.R. Brașov".
Între anii 1945-1950 aici s-au executat reparații ale mijloacelor de transport ce aparțineau armatelor române și sovietice. După 1950, timp de 3 ani s-au produs: lacăte, vermorele și pompe de stropit pentru agricultură și viticultură.
În 1953, fabrica s-a reprofilat pe producția de motociclete, producând un număr total de 12 unități din modelul IMS 53.
Din anul 1957 încep să se producă piese de schimb auto (cutii de viteze și motoare), an care coincide cu demararea fabricării autoturismelor de teren IMS 57, M59 și M461.

## S.C. ARO S.A.
Fabrica era formată din 4 diviziuni, fiecare având în componență secții de producție:
- Fabrica de Prelucrări (Secțiile: Forjă, Motor, Cutii de Viteze, Punți - Direcții și componente mecanice)
- Fabrica de Piese și Subansamble Auto (Secțiile: Armături Scaune, Filtre și Echipamente Evacuare Auto, Tapițerii Auto și Atelierul Articole Tehnice din Cauciuc)
- Fabrica Montaje (Secțiile: Caroserie, Vopsitorie, Montaj General, Finisări și Atelierele: Amenajări Speciale și Pregătire de Vânzare)
- Fabrica Scule și Matrițe (Secțiile: Ștanțe și Matrițe, Sculărie și Atelier Bene și Remorci)

Până la primele disponibilizări, majoritatea locuitorilor comunelor învecinate lucrau la uzina Aro. În anul 1944 suprafața fabricii era de 6.000 metri pătrați, ajungându-se în 1973 la peste 35.000 metri, din care 15.000 metri pătrați reprezentând suprafață construită. Între 1950-1974 producția globală a crescut de 397 de ori, producția de marfă a crescut de 290 de ori iar numărul salariaților a crescut de 10 ori.
Se lucra în 3 schimburi, iar fabrica avea o capacitate de 20.800 autoturisme pe an. Din anul 1994 s-a lucrat în 2 schimburi, iar capacitatea era de 14.000 de autoturisme pe an.

## Decăderea S.C. ARO S.A.
În septembrie 2003, Statul român a vândut, pentru prețul de 180.000 USD, 68,7% din ARO companiei americane Cross Lander, deținută de John Perez, un american născut în Cuba.
În contractul de privatizare erau prevăzute investiții de 2 milioane de dolari în ARO, dar nici o investiție nu a avut loc iar echipamentul ARO a fost vândut.
În mai 2007, omul de afaceri Nicolae Rațiu, fiul fostului lider țărănist Ion Rațiu, a achiziționat prin compania Landmark Management o parte de active în valoare de 16,5 milioane euro din cadrul fostei uzine Aro Câmpulung.
După preluare, compania a derulat investiții pentru reabilitarea platformei, prin reconstrucția infrastructurii și reconversia unor hale.
În prezent, platforma industrială Aro Câmpulung are o suprafață de 49 de hectare și include hala principală de producție și unitățile secundare utilizate anterior pentru producția modelului 4x4 Aro.

## Aro în Cehia
O firmă privată din Cehia, denumită "Auto Max Czech a.s.", din orașul Hradec Kralove, a oferit spre vânzare automobile ARO noi, până în 2013. Cea mai grea problemă a cehilor a fost, însă, aceea că nu a reușit să dea de urma deținătorului  legal al mărcii ARO.
Cât despre oferta de mașini ARO noi a firmei cehe, ea a fost neașteptat de diversificată. Erau disponibile toate modelele din seriile 24, 32 și 33. Unele, chiar pe stoc.
Prețurile pentru un ARO nou se situau între 416.000 și 500.000 de coroane cehe (între 17.000 și 20.000 de euro, aproximativ), cu toate taxele incluse. Existau în Cehia o rețea de concesionari, cinci la număr, ba chiar și o rețea de service-uri specializate pe ARO, neașteptat de extinsă: 25 de unități.
Toate modelele ARO oferite de firma cehă au motoare Andoria, de 2,4 litri diesel supraalimentate, care oferă între 87 și 117 cai-putere, în  condițiile unui consum mediu de 10 până  la 12 litri la 100 km.
Calitatea finisării era mai bună decât cea reușită anterior la Câmpulung. Garanția oferită e de trei ani sau 100.000 km.
Din dotările ARO-urilor fabricate în Cehia nu lipsesc: servodirecția, aerul condiționat sau, opțional, încălzire  suplimentară, jante de aluminiu, anvelope de teren, proiectoare de ceață, bare de protecție, troliu, sisteme audio performante etc.

## Modele

### Gama 24
Modelele gamei 2xx:
- Aro 240 (2 uși, decapotabil)
- Aro 241 (4 uși, decapotabil)
- Aro 242 (2 locuri, 2 uși, benă)
- Aro 243 (8 locuri, 3 uși)
- Aro 244 (5 locuri, 4 uși)
- Aro 246 (7 locuri, 5 uși)

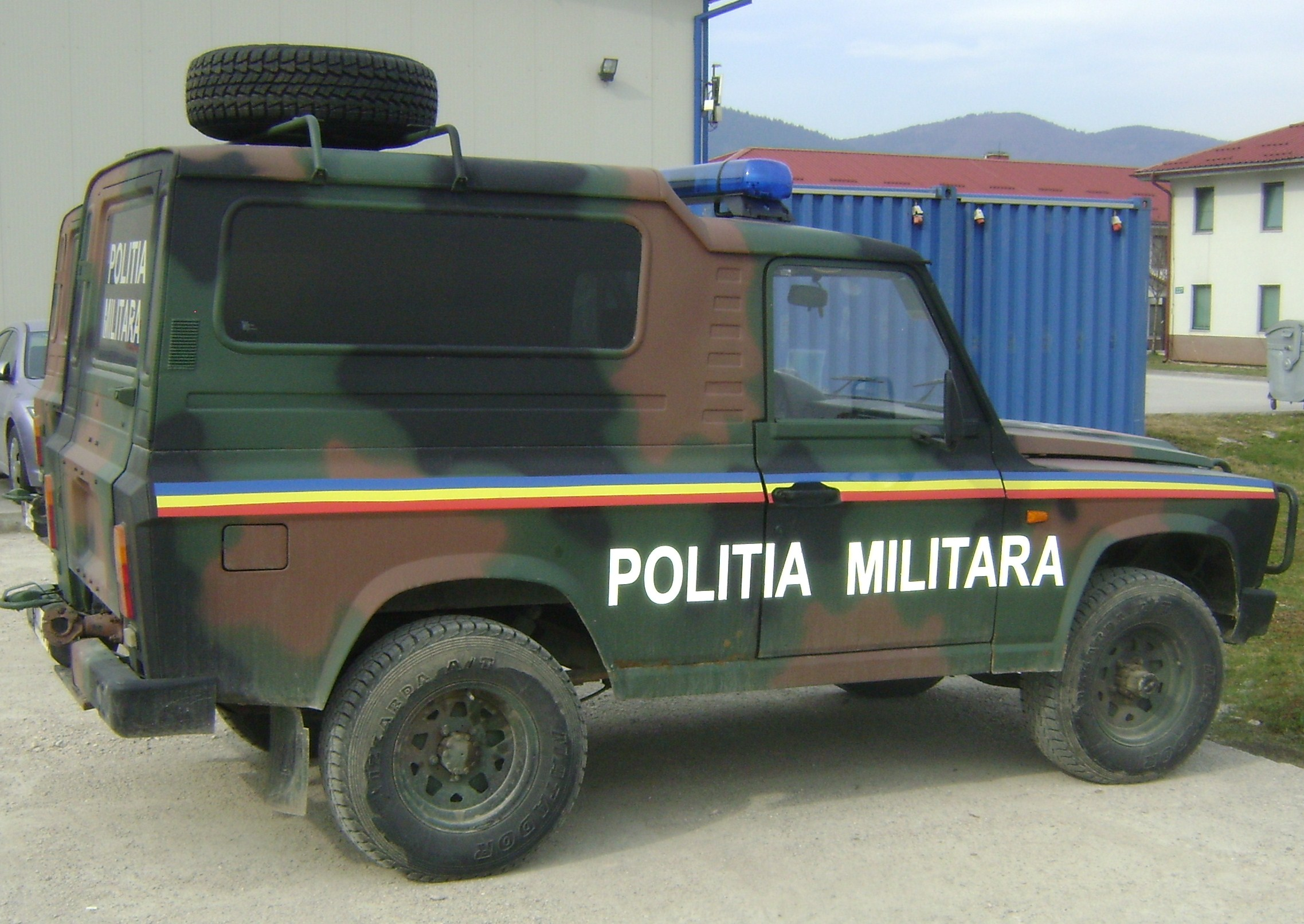
ARO 24 în serviciul Poliției Militare

- Aro 263 (8 locuri, 3 uși; model bazat pe versiunea 243 având ampatamentul mărit de la 2350 mm la 2600 mm)
- Aro 264 (5 locuri, 4 uși; model bazat pe versiunea 244 având ampatamentul mărit de la 2350 mm la 2600 mm și elemente de caroserie împrumutate de la Dacia. Aro 264 s-a adresat pieței americane)
- Aro 266 (7 locuri, 5 uși; model bazat pe versiunea 246 având ampatamentul mărit la 2600 mm)

## Gama 3xxx
- Aro 320 (2 locuri, 2 uși, benă)
- Aro 323 Sanitara (automobil destinat unităților sanitare, dotat cu echipament necesar intervențiilor sanitare)
- Aro 324 (5 locuri, 2 uși, benă)
- Aro 328 Maxi
- Aro 328 Maxi Taxi (automobil destinat transportului urban în regim de maxi - taxi)
- Aro 330 (2 locuri, 2 uși, benă)

Succesorul lui 320 are un ampatament de 3350 mm disponibilă în mai multe modele:
- 330 BB (utilitară dotată cu bena basculabilă pe 3 direcții și echipament de deszăpezire)
- 330 C (utilitară dotată cu o cisternă de combustibil având un volum de 1.000 l)
- 33 N (autoutilitară dotată cu platformă de lucru la înalțime)
- Aro 332
- Aro 335 (bazat pe modelul 330 având roți duble pe puntea spate)
- Aro 338 TC (automobil destinat transportului de scolari în zonele cu drumuri greu accesibile)
- Aro 350

Model bazat pe Aro 330 având garda la sol micșorată și un ampatament de 3.500 mm. Disponibil în mai multe modele:
- 350 BC (utilitară dotată cu benă coborâtă)
- 35 S (ambulantă, dotată cu aparatură medicală)
- 35 M (furgon special amenajat ca magazin destinat desfacerii mărfurilor în zone comerciale)
- 35 N (autoutilitară dotată cu platformă de lucru la înalțime)

### Gama 4xx
- Aro 429 (automobil destinat transportului de persoane având un ampatament de 4.200 mm)

## Prototipuri
Încă de la lansarea seriei 24 ARO a deținut un birou de studii și proiectare numit Centrul de Studii pentru automobile din Romania (CESAR S.A). La CESAR S.A se realizau desene preliminare cu design-ul modelului, machete din lut la scara 1:3 sau 1:1, prototipuri funcționale și teste de impact ale modelelor preliminare. CESAR S.A a avut și un birou la Mioveni care era deținut de Automobile Dacia. La activa deținută de Dacia s-au realizat prototipuri ale Dacia Nova, Dacia D33, Dacia 1310,Dacia 1325, Dacia Pick-Up, Dacia 1320 cât și restilizările ulterioare ale acestora. În 2006 activele deținute de ARO la CESAR S.A Câmpulung Muscel au fost vândute către Amrom Automotive 2006 care nu a supraviețuit mult, în 2007 intrând în faliment. CESAR S.A era unul dintre cele mai moderne centre care se ocupa de proiectarea de autoturisme din Europa de Est. Erau utilizate echipamente moderne pentru sculptarea machetelor care erau necesare pentru a fi produse piese de caroserie pentru prototipuri, machetele aveau tren de rulare, motor, faruri și stopuri funcționale. CESAR S.A avea în dotare stații grafice Silicon Graphics cât și PC-uri pe care erau folosite programele AutoCAD și CATIA pentru modelarea 3D a prototipurilor cât și a ansamblelor si subansamblelor acestora. 
- Aro 26 (1988) — nu a intrat în producție din cauza problemelor economice ale acelor vremuri. Șasiul era de ARO 24 iar motorul era un L75 produs la ARO.
- Aro CN (1990-2001) — un proiect care era o simplă restilizare a ARO 26 prin schimbarea unor panouri de caroserie, faruri și stopuri. Primele prototipuri și macheta acestora datează încă din 1990. Proiectul a fost anulat în 2000 deoarece nu existau fonduri suficiente iar ARO nu avea capacitatea de a-l produce.
- ARO Skorpion
- CFM Gerula - realizat pe structura ARO.
- ARO Homilius — autovehicul ARO modificat în Germania de firma Homilius.
- ARO autospecială
- ARO 322
- ARO 332
- ARO 324 AMC BUGARO - ARO 324 modificat de dealerul ARO din CEHIA AUTO MAX. Acesta a fost modificat în 2 etape, prima etapă fiind aceea cu cauciucuri subțiri, a doua fiind cea cu cauciucuri late și bandouri laterale.
- ARO 320
- ARO Superrally
- ARO 29 - realizat în 2005, era o autocamionetă cu post de conducere semiavansat.
- ARO autorulota - un prototip de autorulotă realizat pe un șasiu ARO 320D și are următoarele dotări: cazare de 6-8 persoane, duș, toaletă, aragaz, chiuvetă, dulap pentru haine, masă pliantă, fotolii și interfon pentru a lua legătura cu cabina.
- ARO M 461 (2005) - un prototip realizat în anul 2005 pe șasiu de ARO 244 și caroserie de IMS.
- AMR Raptor - a fost ultima tentativă a celor de la Amrom Automotive 2006 de a mai produce autovehicule pe mecanica de la ARO.
- BCV 320 MULE - (AMR 320 MULE) prototip autoutilitară destinată  fermierilor proiectat de AMROM AUTOMOTIVE 2006 pentru BUCOVINA VEHICLES.

## Ediții limitate

### Aro 12
În 1987 au fost produse 14 unități din autoturismul produs în colaborare cu Uzina Dacia. Modelul era compus dintr-o caroserie Dacia break iar șasiul și partea mecanică erau de proveniență Aro. Nicolae Ceaușescu a fost impresionat de macheta premergătoare modelului final și și-a dat acceptul să o testeze. A fost prima persoană care a condus această mașină ce i-a fost pusă la dispoziție în curtea Sălii Palatului din București după ce au fost aduse mai multe exemplare la reședința din București și Snagov. Denumită și Dacia Deceneu, este un autoturism modest produs de Aro care a fost vândut ca Aro 12, Dacia 1310 estate sau Dacia 4X4.
Mașina, având tracțiune integrală și garda la sol semnificativ mărită față de o Dacia break i-a plăcut fostului președinte, Nicolae Ceaușescu, însă cea care nu și-a dat acordul cu privire la producerea modelului a fost Elena Ceaușescu.
La scurt timp după refuzul Elenei Ceaușescu, uzina Aro a primit o solicitare de producere a încă 10 mașini în termen de 10 zile, mașini ce urmau a fi date miniștrilor din cadrul Ministerului Comerțului. Și de această dată mașinile au fost retrase din circulație la ordinul Elenei Ceaușescu, modelele produse fiind folosite în cadrul uzinei Aro pentru aprovizionare, delegații și alte activități interne.

### Aro 304 și 306
Modelul Aro 304 a fost produs în doar 4 exemplare și făcut special pentru Nicolae Ceaușescu. Particularitățile acestui model erau tapițeria de piele, trapa electrică de dimensiuni considerabile, aerul condiționat, multitudinea de elemente cromate și culoarea albastru-verde deschis, culoare pe care o aveau majoritatea mașinilor aparținând P.C.R. Modelul 304 a fost produs și într-o versiune decapotabilă.
Modelul Aro 306 se diferenția de predecesorul său prin aspectul modern al grilei față și farurile duble. Atât dotările cât și caracteristicile erau aceleași.
Modelele Aro 304 și 306 au fost echipate cu un motor pe benzină de L-25  sau L-30  iar tracțiunea era doar pe puntea spate. Mașinile erau folosite pentru vizite și defilările fostului președinte.

## Motorizări

### Motoare pe benzină Aro 24, 3xx, 4xx
| Nume              | Capacitate (cc) | Tip                                                       | Putere maximă                 | Cuplu maxim            |
| ----------------- | --------------- | --------------------------------------------------------- | ----------------------------- | ---------------------- |
| Aro L-25          | L4 2495         | Aspirat admisie naturală, carburator                      | 61 kW (83 CP) 4200 - 4400 rpm | 160 Nm 2800 - 3000 rpm |
| Aro L-30          | L4 3007         | Aspirat admisie naturală, carburator                      | 69.9 kW (95 CP) 4000 rpm      | 192 Nm 2800 - 3000 rpm |
| Toyota 2RZ-FE     | L4 2438         | Aspirat admisie naturală, injecție electronică            | 103 kW (140 CP) 5000 rpm      | 212 Nm 4000 rpm        |
| Chrysler 205HX07  | L4 2438         | Aspirat admisie naturală, injecție electronică multipunct | 89 kW (121 CP) 5250 rpm       | 190 Nm 3500 rpm        |
| Ford Cosworth BRG | V6 2935         | Aspirat admisie naturală, injecție electronică multipunct | 108 kW (147 CP) 5500 rpm      | 225 Nm 3500 rpm        |
| Ford LL25         | L4 2498         | Aspirat admisie naturală, injecție electronică multipunct | 89 kW (119 CP) 5250 rpm       | 202 Nm 3800 rpm        |

### Motoare pe benzină Aro 10x
| Nume                       | Capacitate (cc) | Tip                                            | Putere maximă             | Cuplu maxim      |
| -------------------------- | --------------- | ---------------------------------------------- | ------------------------- | ---------------- |
| Dacia 899.00               | L4 1289         | Aspirat admisie naturală, carburator           | 39.7 kW (54 CP) 5250 rpm  | 88.5 Nm 3000 rpm |
| Dacia 102.02/102.03        | L4 1397         | Aspirat admisie naturală, carburator           | 42.6 kW (58 CP) 5000 rpm  | 100 Nm 3300 rpm  |
| Dacia 102.22/102.33        | L4 1397         | Aspirat admisie naturală, carburator           | 45.6 kW (62 CP) 5500 rpm  | 100 Nm 3300 rpm  |
| Dacia 106                  | L4 1557         | Aspirat admisie naturală, carburator           | 50 kW (68 CP)             | 118 Nm           |
| Renault C3G-702 (Spartana) | L4 1239         | Aspirat admisie naturală, injecție monopunct   | 40 kW (55 CP) 5300 rpm    | 90 Nm 2800 rpm   |
| Daewoo A16                 | L4 1598         | Aspirat admisie naturală, injecție electronică | 79.8 kW (108 CP) 5800 rpm | 145 Nm 3400 rpm  |

### Motoare diesel Aro 24, 3xx, 4xx
| Nume                 | Capacitate (cc) | Tip                                          | Putere maximă             | Cuplu maxim       |
| -------------------- | --------------- | -------------------------------------------- | ------------------------- | ----------------- |
| Aro L-27             | L4 2660         | Aspirat admisie naturală, injecție indirectă | 50 kW (68 CP) 3800 rpm    | 138 Nm 2250 rpm   |
| UTB D-127            | L4 3119         | Aspirat admisie naturală, injecție directă   | 50 kW (68 CP) 3200 rpm    | 184.5 Nm 1600 rpm |
| ARO DX-28            | L4 2660         | Aspirat admisie naturală, injecție indirectă | 52.2 kW (71 CP) 3900 rpm  | 152 Nm 2250 rpm   |
| ARO TDX-28/TDX-28.02 | L4 2660         | Turbo supraalimentat, injecție indirectă     | 64 kW (87 CP) 3500 rpm    | 191 Nm 1900 rpm   |
| Andoria 4C-90        | L4 2417         | Aspirat admisie naturală, injecție indirectă | 51.5 kW (70 CP) 4200 rpm  | 147 Nm 2500 rpm   |
| Andoria 4CT-90       | L4 2417         | Turbo supraalimentat, injecție indirectă     | 63.5 kW (86 CP) 4100 rpm  | 196 Nm 2500 rpm   |
| Peugeot XD3-P        | L4 2498         | Aspirat admisie naturală, injecție indirectă | 55.1 kW (75 CP) 4500 rpm  | 147 Nm 2500 rpm   |
| Peugeot XD3-TP       | L4 2498         | Turbo supraalimentat, injecție indirectă     | 70 kW (95 CP) 4150 rpm    | 205 Nm 2500 rpm   |
| Toyota 2L-T          | L4 2446         | Turbo supraalimentat, injecție indirectă     | 86 kW (103 CP) 4000 rpm   | 188.4 Nm 2200 rpm |
| VM 06-B              | L4 2500         | Turbo supraalimentat, injecție indirectă     | 73.5 kW (100 CP) 4200 rpm | 215.7 Nm 2200 rpm |
| Perkins 4PA-203      | L4 3339         | Turbo supraalimentat, injecție indirectă     | 50 kW (68 CP) 3000 rpm    | 217 Nm 1400 rpm   |
| VAMO UMZ-8290        | L4 3869         | Aspirat admisie naturală, injecție directă   | 52 kW (71 CP) 2200 rpm    | 255 Nm 1500 rpm   |

### Motoare diesel Aro 10x
| Nume                            | Capacitate (cc) | Tip                                          | Putere maximă            | Cuplu maxim     |
| ------------------------------- | --------------- | -------------------------------------------- | ------------------------ | --------------- |
| Renault F8Q-248/F8Q-624/F8Q-710 | L4 1870         | Aspirat admisie naturală, injecție indirectă | 47 kW (65 CP) 4500 rpm   | 121 Nm 2250 rpm |
| Renault F8Q-786                 | L4 1870         | Turbo supraalimentat, injecție indirectă     | 68.5 kW (93 CP) 4250 rpm | 175 Nm 2250 rpm |
| VW EA827-JP                     | L4 1588         | Aspirat admisie naturală, injecție indirectă | 40.3 kW (54 CP) 4580 rpm | 100 Nm 2300 rpm |